# Jezioro Jarosławieckie
Jezioro Jarosławieckie – jezioro w Polsce, w województwie wielkopolskim, w powiecie poznańskim, w gminie Komorniki, na Wysoczyźnie Grodziskiej, na terenie Wielkopolskiego Parku Narodowego.

## Morfologia

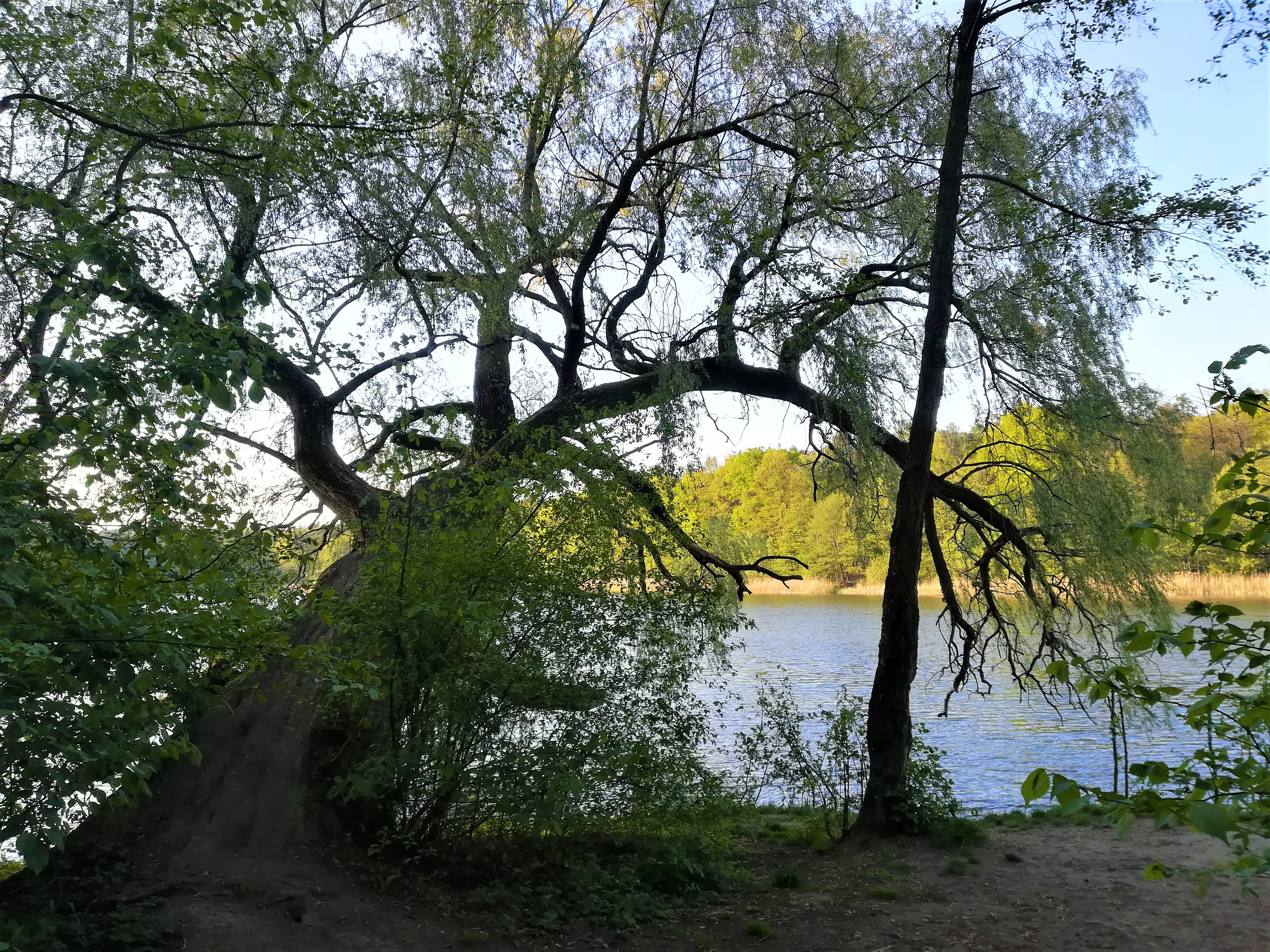
Widok od południa

Powierzchnia jeziora wynosi 11,2 ha, a powierzchnia zlewni - 953 ha. Długość linii brzegowej to 2240 m. Akwen bezprzepływowy. Jest to ostatnie od strony wschodniej jezioro rynny rosnowsko-jarosławieckiej. Kształt silnie wydłużony, rynnowy. Brzegi są lesiste i piaszczyste, od samej linii brzegowej występuje szary, drobnoziarnisty muł. Dno stanowią dwa plosa przedzielone płycizną.

## Przyroda
W latach 50. XX wieku zaobserwowano w jeziorze owada z rodzaju Micronecta – Micronecta meridionalis, a także ramienice: Lychnothamnus barbatus i Nitella tenuissima.

## Turystyka
Latem akwen popularny wśród letników jako kąpielisko od strony położonego na wschodnim brzegu Jarosławca. Stoi tu głaz upamiętniający Franciszka Jaśkowiaka. Przy jeziorze przebiegają szlaki turystyczne:  zielony ze Szreniawy do Rosnówka i  żółty z Puszczykowa do Puszczykówka.